# Zuid-Afrika op de Olympische Zomerspelen 2020
Zuid-Afrika nam deel aan de Olympische Zomerspelen 2020 in Tokio, Japan.

## Medailleoverzicht
| Medaille | Naam                | Sport   | Onderdeel           | Datum   |
| -------- | ------------------- | ------- | ------------------- | ------- |
| Goud     | Tatjana Schoenmaker | Zwemmen | 200m schoolslag (v) | 30 juli |
|          |                     |         |                     |         |
| Zilver   | Tatjana Schoenmaker | Zwemmen | 100m schoolslag (v) | 27 juli |
| Zilver   | Bianca Buitendag    | Surfen  | vrouwen             | 27 juli |

## Atleten
| sport            | mannen | vrouwen | totaal |
| ---------------- | ------ | ------- | ------ |
| Atletiek         | 25     | 5       | 30     |
| Golf             | 2      | 1       | 3      |
| Gymnastiek       | 0      | 2       | 2      |
| Hockey           | 16     | 16      | 32     |
| Judo             | 0      | 1       | 1      |
| Klimsport        | 1      | 1       | 2      |
| Paardensport     | 0      | 2       | 2      |
| Roeien           | 6      | 0       | 6      |
| Rugby            | 12     | 0       | 12     |
| Schoonspringen   | 0      | 2       | 2      |
| Skateboarden     | 2      | 2       | 4      |
| Surfen           | 0      | 1       | 1      |
| Synchroonzwemmen | 0      | 2       | 2      |
| Triatlon         | 2      | 2       | 4      |
| Voetbal          | 17     | 0       | 17     |
| Waterpolo        | 13     | 13      | 26     |
| Wielersport      | 7      | 4       | 11     |
| Zeilen           | 3      | 0       | 3      |
| Zwemmen          | 8      | 9       | 17     |
| totaal           | 115    | 64      | 179    |

## Sporten

### Atletiek
Mannen
Loopnummers
| atleet                                                                            | onderdeel          | series   | series | kwartfinale | kwartfinale | halve finale   | halve finale   | finale         | finale         |
| atleet                                                                            | onderdeel          | tijd     | rang   | tijd        | rang        | tijd           | rang           | tijd           | rang           |
| --------------------------------------------------------------------------------- | ------------------ | -------- | ------ | ----------- | ----------- | -------------- | -------------- | -------------- | -------------- |
| Gift Leotlela                                                                     | 100 m              | bye      | bye    | 10,04       | 1 Q         | 10,03          | 4              | niet geplaatst | niet geplaatst |
| Akani Simbine                                                                     | 100 m              | bye      | bye    | 10,08       | 1 Q         | 9,90           | 4 q            | 9,93           | 4              |
| Shaun Maswanganyi                                                                 | 100 m              | bye      | bye    | 10,12       | 3 Q         | 10,10          | 6              | niet geplaatst | niet geplaatst |
| Shaun Maswanganyi                                                                 | 200 m              | 20,58    | 2 Q    | n.v.t.      | n.v.t.      | 20,18          | 4              | niet geplaatst | niet geplaatst |
| Anaso Jobodwana                                                                   | 200 m              | 20,78    | 3 Q    | n.v.t.      | n.v.t.      | 20,88          | 8              | niet geplaatst | niet geplaatst |
| Clarence Munyai                                                                   | 200 m              | 20,49    | 4 q    | n.v.t.      | n.v.t.      | 20,49          | 6              | niet geplaatst | niet geplaatst |
| Zakithi Nene                                                                      | 400 m              | 45,74    | 5      | n.v.t.      | n.v.t.      | niet geplaatst | niet geplaatst | niet geplaatst | niet geplaatst |
| Wayde van Niekerk                                                                 | 400 m              | 45,25    | 3 Q    | n.v.t.      | n.v.t.      | 45,14          | 5              | niet geplaatst | niet geplaatst |
| Thapelo Phora                                                                     | 400 m              | 45,83    | 5      | n.v.t.      | n.v.t.      | niet geplaatst | niet geplaatst | niet geplaatst | niet geplaatst |
| Lesiba Mashele                                                                    | 5000 m             | 13.48,25 | 15     | n.v.t.      | n.v.t.      | n.v.t.         | n.v.t.         | niet geplaatst | niet geplaatst |
| Antonio Alkana                                                                    | 110 m horden       | 13,55    | 6      | n.v.t.      | n.v.t.      | niet geplaatst | niet geplaatst | niet geplaatst | niet geplaatst |
| Sokwakhana Zazini                                                                 | 400 m horden       | 49,51    | 3 Q    | n.v.t.      | n.v.t.      | 48,99          | 6              | niet geplaatst | niet geplaatst |
| Wayne Snyman                                                                      | 20 km snelwandelen | n.v.t.   | n.v.t. | n.v.t.      | n.v.t.      | n.v.t.         | n.v.t.         | 1:24.33        | 20             |
| Marc Mundell                                                                      | 50 km snelwandelen | n.v.t.   | n.v.t. | n.v.t.      | n.v.t.      | n.v.t.         | n.v.t.         | 4:14.37        | 40             |
| Elroy Gelant                                                                      | marathon           | n.v.t.   | n.v.t. | n.v.t.      | n.v.t.      | n.v.t.         | n.v.t.         | 2:16.43        | 33             |
| Desmond Mokgobu                                                                   | marathon           | n.v.t.   | n.v.t. | n.v.t.      | n.v.t.      | n.v.t.         | n.v.t.         | DNF            | DNF            |
| Stephen Mokoka                                                                    | marathon           | n.v.t.   | n.v.t. | n.v.t.      | n.v.t.      | n.v.t.         | n.v.t.         | DNF            | DNF            |
| Gift Leotlela Shaun Maswanganyi Clarence Munyai Galaletsang Ramorwa Akani Simbine | 4x100 m            | DNF      | DNF    | n.v.t.      | n.v.t.      | n.v.t.         | n.v.t.         | niet geplaatst | niet geplaatst |
| Ranti Dikgale Zakithi Nene Thapelo Phora Lythe Pillay Wayde van Niekerk           | 4x400 m            | 3.01,18  | 7      | n.v.t.      | n.v.t.      | n.v.t.         | n.v.t.         | niet geplaatst | niet geplaatst |

Technische nummers
| atleet           | onderdeel   | kwalificaties       | kwalificaties       | finale         | finale         |
| atleet           | onderdeel   | afstand             | rang                | afstand        | rang           |
| ---------------- | ----------- | ------------------- | ------------------- | -------------- | -------------- |
| Cheswill Johnson | verspringen | geen geldige poging | geen geldige poging | niet geplaatst | niet geplaatst |
| Ruswahl Samaai   | verspringen | 7,74                | 22                  | niet geplaatst | niet geplaatst |
| Kyle Blignaut    | kogelstoten | 20,97               | 8 q                 | 21,00          | 6              |
| Jason van Rooyen | kogelstoten | 20,29               | 19                  | niet geplaatst | niet geplaatst |
| Rocco van Rooyen | speerwerpen | 77,41               | 23                  | niet geplaatst | niet geplaatst |

Vrouwen
Loopnummers
| atlete          | onderdeel    | series   | series | kwartfinale | kwartfinale | halve finale | halve finale | finale         | finale         |
| atlete          | onderdeel    | tijd     | rang   | tijd        | rang        | tijd         | rang         | tijd           | rang           |
| --------------- | ------------ | -------- | ------ | ----------- | ----------- | ------------ | ------------ | -------------- | -------------- |
| Dominique Scott | 5000 m       | 15.13,94 | 13     | n.v.t.      | n.v.t.      | n.v.t.       | n.v.t.       | niet geplaatst | niet geplaatst |
| Dominique Scott | 10000 m      | n.v.t.   | n.v.t. | n.v.t.      | n.v.t.      | n.v.t.       | n.v.t.       | 32.14,05       | 20             |
| Wenda Nel       | 400 m horden | 56,06    | 3 Q    | n.v.t.      | n.v.t.      | 56,35        | 7            | niet geplaatst | niet geplaatst |
| Gerda Steyn     | marathon     | n.v.t.   | n.v.t. | n.v.t.      | n.v.t.      | n.v.t.       | n.v.t.       | 2:32.10        | 15             |
| Irvette van Zyl | marathon     | n.v.t.   | n.v.t. | n.v.t.      | n.v.t.      | n.v.t.       | n.v.t.       | DNF            | DNF            |

Technische nummers
| atleet         | onderdeel   | kwalificaties | kwalificaties | finale         | finale         |
| atleet         | onderdeel   | afstand       | rang          | afstand        | rang           |
| -------------- | ----------- | ------------- | ------------- | -------------- | -------------- |
| Jo Ane van Dyk | speerwerpen | 57,69         | 24            | niet geplaatst | niet geplaatst |

### Golf
Mannen
| atleet                  | onderdeel | eerste ronde | tweede ronde | derde ronde | vierde ronde | totaal | totaal | totaal |
| atleet                  | onderdeel | score        | score        | score       | score        | score  | par    | rang   |
| ----------------------- | --------- | ------------ | ------------ | ----------- | ------------ | ------ | ------ | ------ |
| Christiaan Bezuidenhout | mannen    | 68           | 70           | 68          | 67           | 273    | -7     | 16     |
| Garrick Higgo           | mannen    | 71           | 71           | 70          | 72           | 284    | E      | 53     |

### Gymnastiek

#### Turnen
Vrouwen
| atlete             | onderdeel | kwalificatie | kwalificatie | kwalificatie | kwalificatie | kwalificatie | kwalificatie | finale         | finale         | finale         | finale         | finale         | finale         |
| atlete             | onderdeel | toestel      | toestel      | toestel      | toestel      | totaal       | positie      | toestel        | toestel        | toestel        | toestel        | totaal         | positie        |
| atlete             | onderdeel | sprong       | brug         | balk         | vloer        | totaal       | positie      | sprong         | brug           | balk           | vloer          | totaal         | positie        |
| ------------------ | --------- | ------------ | ------------ | ------------ | ------------ | ------------ | ------------ | -------------- | -------------- | -------------- | -------------- | -------------- | -------------- |
| Caitlin Rooskrantz | meerkamp  | 12,800       | 13,300       | 12,200       | 11,633       | 49,933       | 61           | niet geplaatst | niet geplaatst | niet geplaatst | niet geplaatst | niet geplaatst | niet geplaatst |
| Naveen Daries      | meerkamp  | 13,300       | 12,366       | 8,933        | 11,766       | 46,365       | 76           | niet geplaatst | niet geplaatst | niet geplaatst | niet geplaatst | niet geplaatst | niet geplaatst |

### Hockey
Mannen
| Olympiër | Onderdeel | Resultaat  | Prestatie |
| --- | --------- | ---------- | --------- |
| Mustaphaa Cassiem Tyson Dlungwana Austin Smith Timothy Drummond Nduduza Lembethe Keenan Horne Matthew Guise-Brown Rusten Abrahams Dayaan Cassiem Ryan Julius Taine Paton Tevin Kok Jethro Eustice Daniel Bell Rassie Pieterse Nicholas Spooner Nqobile Ntuli Samkelo Mvimbi | mannen    | groepsfase | zie onder |

| Groep |                  |             |             |             |             |            |            |            |        |
| #     | Land             | Wedstrijden | Wedstrijden | Wedstrijden | Wedstrijden | Doelpunten | Doelpunten | Doelpunten | Punten |
| #     | Land             | GW          | W           | G           | V           | V          | T          | Saldo      | Punten |
| 1     | België           | 5           | 4           | 1           | 0           | 26         | 9          | 17         | 13     |
| 2     | Duitsland        | 5           | 3           | 0           | 2           | 19         | 10         | 9          | 9      |
| 3     | Groot-Brittannië | 5           | 2           | 2           | 1           | 11         | 11         | 0          | 8      |
| 4     | Nederland        | 5           | 2           | 1           | 2           | 13         | 13         | 0          | 7      |
| 5     | Zuid-Afrika      | 5           | 1           | 1           | 3           | 16         | 24         | -8         | 4      |
| 6     | Canada           | 5           | 0           | 1           | 4           | 9          | 27         | -18        | 1      |

| Ronde        | Datum          | Lokale tijd    | MEZT             | Land           | Uitslag        | Land           |  |
| ------------ | -------------- | -------------- | ---------------- | -------------- | -------------- | -------------- |  |
| groepsfase   |                |                |                  |                |                |                |  |
| 24 juli 2021 | 18:30          | 11:30          | Groot-Brittannië | 3 - 1          | Zuid-Afrika    |                |  |
| 25 juli 2021 | 21:15          | 14:15          | Zuid-Afrika      | 3 - 5          | Nederland      |                |  |
| 27 juli 2021 | 18:30          | 11:30          | België           | 9 - 4          | Zuid-Afrika    |                |  |
| 29 juli 2021 | 11:45          | 04:45          | Zuid-Afrika      | 4 - 3          | Duitsland      |                |  |
| 30 juli 2021 | 12:15          | 05:15          | Canada           | 4 - 4          | Zuid-Afrika    |                |  |
|              |                |                |                  |                |                |                |  |
| kwartfinale  | niet geplaatst | niet geplaatst | niet geplaatst   | niet geplaatst | niet geplaatst | niet geplaatst |  |
|              |                |                |                  |                |                |                |  |
| halve finale | niet geplaatst | niet geplaatst | niet geplaatst   | niet geplaatst | niet geplaatst | niet geplaatst |  |
|              |                |                |                  |                |                |                |  |
| finale       | niet geplaatst | niet geplaatst | niet geplaatst   | niet geplaatst | niet geplaatst | niet geplaatst |  |

Vrouwen
| Olympiër | Onderdeel | Resultaat  | Prestatie |
| --- | --------- | ---------- | --------- |
| Phumelela Mbande Celia Seerane Nicole Walraven Edith Molikoe Taryn Potts Marizen Marais Kristen Paton Robyn Johnson Onthatile Zulu Lisa-Marié Deetlefs Nomnikelo Veto Erin Hunter Charné Maddocks Lilian du Plessis Lerato Mahole Quanita Bobbs Tarryn Glasby Toni Marks | vrouwen   | groepsfase | zie onder |

| Groep |                  |             |             |             |             |            |            |            |        |
| #     | Land             | Wedstrijden | Wedstrijden | Wedstrijden | Wedstrijden | Doelpunten | Doelpunten | Doelpunten | Punten |
| #     | Land             | GW          | W           | G           | V           | V          | T          | Saldo      | Punten |
| 1     | Nederland        | 5           | 5           | 0           | 0           | 18         | 2          | +16        | 15     |
| 2     | Duitsland        | 5           | 4           | 0           | 1           | 13         | 7          | +6         | 12     |
| 3     | Groot-Brittannië | 5           | 3           | 0           | 2           | 11         | 5          | +6         | 9      |
| 4     | India            | 5           | 2           | 0           | 3           | 7          | 14         | -7         | 6      |
| 5     | Ierland          | 5           | 1           | 0           | 4           | 4          | 11         | -7         | 3      |
| 6     | Zuid-Afrika      | 5           | 0           | 0           | 5           | 5          | 19         | -14        | 0      |

| Ronde        | Datum          | Lokale tijd    | MEZT           | Land           | Uitslag          | Land           |  |
| ------------ | -------------- | -------------- | -------------- | -------------- | ---------------- | -------------- |  |
| groepsfase   |                |                |                |                |                  |                |  |
| 24 juli 2021 | 21:15          | 14:15          | Ierland        | 2 - 0          | Zuid-Afrika      |                |  |
| 26 juli 2021 | 18:30          | 11:30          | Zuid-Afrika    | 1 - 4          | Groot-Brittannië |                |  |
| 28 juli 2021 | 09:30          | 02:30          | Nederland      | 5 - 0          | Zuid-Afrika      |                |  |
| 30 juli 2021 | 09:30          | 02:30          | Zuid-Afrika    | 1 - 4          | Duitsland        |                |  |
| 31 juli 2021 | 12:15          | 05:15          | India          | 4 - 3          | Zuid-Afrika      |                |  |
|              |                |                |                |                |                  |                |  |
| kwartfinale  | niet geplaatst | niet geplaatst | niet geplaatst | niet geplaatst | niet geplaatst   | niet geplaatst |  |
|              |                |                |                |                |                  |                |  |
| halve finale | niet geplaatst | niet geplaatst | niet geplaatst | niet geplaatst | niet geplaatst   | niet geplaatst |  |
|              |                |                |                |                |                  |                |  |
| finale       | niet geplaatst | niet geplaatst | niet geplaatst | niet geplaatst | niet geplaatst   | niet geplaatst |  |

### Judo
Vrouwen
| atlete            | onderdeel | eerste ronde         | tweede ronde         | derde ronde          | kwartfinale          | halve finale         | herkansing           | finale / BM          | finale / BM    |
| atlete            | onderdeel | tegenstander uitslag | tegenstander uitslag | tegenstander uitslag | tegenstander uitslag | tegenstander uitslag | tegenstander uitslag | tegenstander uitslag | rang           |
| ----------------- | --------- | -------------------- | -------------------- | -------------------- | -------------------- | -------------------- | -------------------- | -------------------- | -------------- |
| Geronay Whitebooi | −48 kg    | n.v.t.               | Pareto V 001-100     | niet geplaatst       | niet geplaatst       | niet geplaatst       | niet geplaatst       | niet geplaatst       | niet geplaatst |

### Klimsport
Mannen
| atleet             | onderdeel | kwalificatie | kwalificatie | kwalificatie | kwalificatie | kwalificatie | kwalificatie | kwalificatie | totaal  | totaal | finale         | finale         | finale         | finale         | finale         | finale         | finale         | totaal         | totaal         |
| atleet             | onderdeel | speed        | speed        | boulderen    | boulderen    | lead         | lead         | lead         | totaal  | totaal | speed          | speed          | boulderen      | boulderen      | lead           | lead           | lead           | totaal         | totaal         |
| atleet             | onderdeel | tijd         | rang         | punten       | rang         | punten       | tijd         | rang         | punten  | rang   | tijd           | rang           | punten         | rang           | punten         | tijd           | rang           | punten         | rang           |
| ------------------ | --------- | ------------ | ------------ | ------------ | ------------ | ------------ | ------------ | ------------ | ------- | ------ | -------------- | -------------- | -------------- | -------------- | -------------- | -------------- | -------------- | -------------- | -------------- |
| Christopher Cosser | mannen    | 6,48         | 9            | 0T2z0 0 15   | 16           | 29           | -            | 10           | 1440,00 | 16     | niet geplaatst | niet geplaatst | niet geplaatst | niet geplaatst | niet geplaatst | niet geplaatst | niet geplaatst | niet geplaatst | niet geplaatst |

Vrouwen
| atlete           | onderdeel | kwalificatie | kwalificatie | kwalificatie | kwalificatie | kwalificatie | kwalificatie | kwalificatie | totaal  | totaal | finale         | finale         | finale         | finale         | finale         | finale         | finale         | totaal         | totaal         |
| atlete           | onderdeel | speed        | speed        | boulderen    | boulderen    | lead         | lead         | lead         | totaal  | totaal | speed          | speed          | boulderen      | boulderen      | lead           | lead           | lead           | totaal         | totaal         |
| atlete           | onderdeel | tijd         | rang         | punten       | rang         | punten       | tijd         | rang         | punten  | rang   | tijd           | rang           | punten         | rang           | punten         | tijd           | rang           | punten         | rang           |
| ---------------- | --------- | ------------ | ------------ | ------------ | ------------ | ------------ | ------------ | ------------ | ------- | ------ | -------------- | -------------- | -------------- | -------------- | -------------- | -------------- | -------------- | -------------- | -------------- |
| Erin Sterkenburg | vrouwen   | 11,10        | 20           | 0T1z 0 1     | 17           | 7+           | -            | 20           | 6800,00 | 20     | niet geplaatst | niet geplaatst | niet geplaatst | niet geplaatst | niet geplaatst | niet geplaatst | niet geplaatst | niet geplaatst | niet geplaatst |

### Paardensport

#### Dressuur
Het duo uit Rio 2016 Tanya Seymour en Ramoneur plaatsen zich op 18 juli 2021. De Olympische Spelen van Tokio zouden de laatste internationale carrière wedstrijd voor de hengst worden. Seymour werd echter gedwongen tot een terugtrekking omwille van hoefbevangenheid bij Ramoneur .
| ruiter        | paard    | onderdeel   | Grand Prix    | Grand Prix    | Grand Prix Special | Grand Prix Special | Grand Prix Freestyle | Grand Prix Freestyle | totaal        | totaal        |
| ruiter        | paard    | onderdeel   | score         | rang          | score              | rang               | technisch            | artistiek            | uitslag       | rang          |
| ------------- | -------- | ----------- | ------------- | ------------- | ------------------ | ------------------ | -------------------- | -------------------- | ------------- | ------------- |
| Tanya Seymour | Ramoneur | individueel | terugtrekking | terugtrekking | terugtrekking      | terugtrekking      | terugtrekking        | terugtrekking        | terugtrekking | terugtrekking |

#### Eventing
| ruiter                  | paard                | onderdeel   | dressuur    | dressuur | cross-country | cross-country | cross-country | springen     | springen     | springen     | springen    | springen | springen | totaal      | totaal |
| ruiter                  | paard                | onderdeel   | dressuur    | dressuur | cross-country | cross-country | cross-country | kwalificatie | kwalificatie | kwalificatie | finale      | finale   | finale   | totaal      | totaal |
| ruiter                  | paard                | onderdeel   | strafpunten | rang     | strafpunten   | totaal        | rang          | strafpunten  | totaal       | rang         | strafpunten | totaal   | rang     | strafpunten | rang   |
| ----------------------- | -------------------- | ----------- | ----------- | -------- | ------------- | ------------- | ------------- | ------------ | ------------ | ------------ | ----------- | -------- | -------- | ----------- | ------ |
| Victoria Scott-Legendre | Valtho des Peupliers | individueel | 39,50       | 53       | 19,80         | 59,30         | 34            | opgave       | opgave       | opgave       | opgave      | opgave   | opgave   | opgave      | opgave |

### Roeien
Mannen
| atleet                                                      | onderdeel   | series  | series | herkansingen | herkansingen | kwartfinale | kwartfinale | halve finale   | halve finale   | finale         | finale         |
| atleet                                                      | onderdeel   | tijd    | rang   | tijd         | rang         | tijd        | rang        | tijd           | rang           | tijd           | rang           |
| ----------------------------------------------------------- | ----------- | ------- | ------ | ------------ | ------------ | ----------- | ----------- | -------------- | -------------- | -------------- | -------------- |
| Luc Daffarn Jake Green                                      | twee-zonder | 7.04,03 | 5 H    | 6.57,01      | 4            | n.v.t.      | n.v.t.      | niet geplaatst | niet geplaatst | niet geplaatst | niet geplaatst |
| Lawrence Brittain Kyle Schoonbee John Smith Sandro Torrente | vier-zonder | 6.25,34 | 5 H    | 6.30,34      | 6 FB         | n.v.t.      | n.v.t.      | n.v.t.         | n.v.t.         | 6.09,85        | 10             |

Legenda: FA=finale A (medailles); FB=finale B (geen medailles); FC=finale C (geen medailles); FD=finale D (geen medailles); FE=finale E (geen medailles); FF=finale F (geen medailles); HA/B=halve finale A/B; HC/D=halve finale C/D; HE/F=halve finale E/F; KF=kwartfinale; H=herkansing

### Rugby
Mannen
| Olympiër | Discipline | Resultaat | Prestatie |
| --- | ---------- | --------- | --- |
| Chris Dry Sako Makata Impi Visser Zain Davids Angelo Davids JC Pretorius Branco du Preez Selvyn Davids Justin Geduld Kurt-Lee Arendse Siviwe Soyizwapi Stedman Gans Ronald Brown | mannen     | 5         | Groepsfase Gewonnen van Ierland 33 - 14 Gewonnen van Kenia 14 - 5 Gewonnen van Verenigde Staten 17 - 12 Kwartfinale Verloren van Argentinië 14 - 19 Plaatsing 5 tot 8 Gewonnen van Australië 22 - 19 Wedstrijd om plaats 5 Verloren van Verenigde Staten 28 - 7 |

### Schoonspringen
Vrouwen
| atlete         | onderdeel | series | series | halve finale   | halve finale   | finale         | finale         |
| atlete         | onderdeel | punten | rang   | punten         | rang           | punten         | rang           |
| -------------- | --------- | ------ | ------ | -------------- | -------------- | -------------- | -------------- |
| Micaela Bouter | 3 m plank | 216,15 | 26     | niet geplaatst | niet geplaatst | niet geplaatst | niet geplaatst |
| Julia Vincent  | 3 m plank | 228,90 | 25     | niet geplaatst | niet geplaatst | niet geplaatst | niet geplaatst |

### Skateboarden
Mannen
| atlete             | onderdeel | kwalificaties | kwalificaties | finale         | finale         |
| atlete             | onderdeel | punten        | rang          | punten         | rang           |
| ------------------ | --------- | ------------- | ------------- | -------------- | -------------- |
| Dallas Oberholtzer | park      | 24,08         | 20            | niet geplaatst | niet geplaatst |
| Brandon Valjalo    | street    | 16,41         | 18            | niet geplaatst | niet geplaatst |

Vrouwen
| atlete           | onderdeel | kwalificaties                 | kwalificaties                 | finale                        | finale                        |
| atlete           | onderdeel | punten                        | rang                          | punten                        | rang                          |
| ---------------- | --------- | ----------------------------- | ----------------------------- | ----------------------------- | ----------------------------- |
| Melissa Williams | park      | 8,30                          | 20                            | niet geplaatst                | niet geplaatst                |
| Boipelo Awuah    | street    | terugtrekking wegens blessure | terugtrekking wegens blessure | terugtrekking wegens blessure | terugtrekking wegens blessure |

### Surfen
Vrouwen
| atlete           | onderdeel | eerste ronde | eerste ronde | tweede ronde | tweede ronde | derde ronde             | kwartfinale           | halve finale         | finale / BM          | finale / BM |
| atlete           | onderdeel | score        | rang         | score        | rang         | tegenstander uitslag    | tegenstander uitslag  | tegenstander uitslag | tegenstander uitslag | rang        |
| ---------------- | --------- | ------------ | ------------ | ------------ | ------------ | ----------------------- | --------------------- | -------------------- | -------------------- | ----------- |
| Bianca Buitendag | surfen    | 11,44        | 3 q          | 10,40        | 2 Q          | Gilmore W 13,93 - 10,00 | Hopkins W 9,50 - 5,46 | Marks W 11,00 - 3,67 | Moore V 8,46 - 14,93 | Zilver      |

### Synchroonzwemmen
| atlete                            | onderdeel | technische routine | technische routine | vrije routine (voorronde) | vrije routine (voorronde) | vrije routine (voorronde) | vrije routine (finale) | vrije routine (finale)    | vrije routine (finale) |
| atlete                            | onderdeel | punten             | rang               | punten                    | totaal (technisch + vrij) | rang                      | punten                 | totaal (technisch + vrij) | rang                   |
| --------------------------------- | --------- | ------------------ | ------------------ | ------------------------- | ------------------------- | ------------------------- | ---------------------- | ------------------------- | ---------------------- |
| Clarissa Johnston Laura Strugnell | duet      | 70,9099            | 21                 | 72,1667                   | 143,0766                  | 21                        | niet geplaatst         | niet geplaatst            | niet geplaatst         |

### Triatlon
Individueel
| Atleet           | Evenement | Zwemmen(1.5 km) | Rang 1 | Fietsen (40 km) | Rang 2 | Lopen(10 km) | Totaal Tijd | Ranking |
| ---------------- | --------- | --------------- | ------ | --------------- | ------ | ------------ | ----------- | ------- |
| Henri Schoeman   | Mannen    | 17.55           |        | 56.41           |        | DNF          | DNF         | DNF     |
| Simone Ackermann | Vrouwen   | 19.08           |        | 1.03.17         |        | 37.30        | 2.01.14     | 17      |
| Gillian Sanders  | Vrouwen   | 20.18           |        | lapped          | lapped | lapped       | lapped      | lapped  |

### Voetbal
Mannen
Het Zuid-Afrikaans mannenvoetbalteam plaatste zich voor de Spelen door de bronzen medaille te winnen op het Afrikaans kampioenschap voetbal onder 23 - 2019.
| Atleten | Discipline | Resultaat  | Prestatie |
| --- | ---------- | ---------- | --------- |
| Ronwen Williams James Monyane Katlego Mohamme Teboho Mokoena Luke Fleurs Kamohelo Mahlatsi Nkosingiphile Ngcobo Thabo Cele Evidence Makgopa Luther Singh MacBeth Mahlangu Goodman Mosele Reeve Frosler Sibusiso Mabiliso Tercious Malepe Mondli Mpoto Thendo Mukumela Kobamelo Kodisang Sifiso Mlungwana | mannen     | groepsfase | zie onder |

| Groep |             |             |             |             |             |            |            |            |        |
| #     | Land        | Wedstrijden | Wedstrijden | Wedstrijden | Wedstrijden | Doelpunten | Doelpunten | Doelpunten | Punten |
| #     | Land        | G           | W           | G           | V           | V          | T          | Saldo      | Punten |
| 1     | Japan       | 3           | 3           | 0           | 0           | 7          | 1          | +6         | 9      |
| 2     | Mexico      | 3           | 2           | 0           | 1           | 8          | 3          | +5         | 6      |
| 3     | Frankrijk   | 3           | 1           | 0           | 2           | 5          | 11         | -6         | 3      |
| 4     | Zuid-Afrika | 3           | 0           | 0           | 3           | 3          | 8          | -5         | 0      |

| Ronde        | Datum          | Lokale tijd    | MEZT           | Land           | Score          | Land           |  |
| ------------ | -------------- | -------------- | -------------- | -------------- | -------------- | -------------- |  |
| groepsfase   |                |                |                |                |                |                |  |
| 22 juli 2021 | 20:00          | 13:00          | Japan          | 1 - 0          | Zuid-Afrika    |                |  |
| 25 juli 2021 | 17:00          | 10:00          | Frankrijk      | 4 - 3          | Zuid-Afrika    |                |  |
| 28 juli 2021 | 20:30          | 13:30          | Zuid-Afrika    | 0 - 3          | Mexico         |                |  |
|              |                |                |                |                |                |                |  |
| kwartfinale  | niet geplaatst | niet geplaatst | niet geplaatst | niet geplaatst | niet geplaatst | niet geplaatst |  |
|              |                |                |                |                |                |                |  |
| halve finale | niet geplaatst | niet geplaatst | niet geplaatst | niet geplaatst | niet geplaatst | niet geplaatst |  |
|              |                |                |                |                |                |                |  |
| finale       | niet geplaatst | niet geplaatst | niet geplaatst | niet geplaatst | niet geplaatst | niet geplaatst |  |

### Waterpolo
Mannen
| Atleten | Onderdeel | Resultaat  | Prestatie |
| --- | --------- | ---------- | --------- |
| Lwazi Madi Devon Card Timothy Rezelman Ignardus Badenhorst Cameron Laurenson Ross Stone Jason Evezard Nicholas Rodda Yaseen Margro Farouk Mayman Liam Neill Donn Stewart Gareth May | mannen    | groepsfase | zie onder |

| Groep |                  |             |             |             |            |            |            |            |        |
| #     | Land             | Wedstrijden | Wedstrijden | Wedstrijden | Doelpunten | Doelpunten | Doelpunten | Doelpunten | Punten |
| #     | Land             | G           | W           | G           | V          | V          | T          | Saldo      | Punten |
| 1     | Griekenland      | 5           | 4           | 1           | 0          | 68         | 34         | +34        | 9      |
| 2     | Italië           | 5           | 3           | 2           | 0          | 60         | 32         | +38        | 8      |
| 3     | Hongarije        | 5           | 3           | 1           | 1          | 64         | 35         | +29        | 7      |
| 4     | Verenigde Staten | 5           | 2           | 0           | 3          | 59         | 53         | +6         | 4      |
| 5     | Japan            | 5           | 1           | 0           | 4          | 65         | 66         | -1         | 2      |
| 6     | Zuid-Afrika      | 5           | 0           | 0           | 5          | 20         | 116        | -96        | 0      |

| Ronde           | Datum          | Lokale tijd    | MEZT           | Land           | Score            | Land           |  |
| --------------- | -------------- | -------------- | -------------- | -------------- | ---------------- | -------------- |  |
| groepsfase      |                |                |                |                |                  |                |  |
| 25 juli 2021    | 10:00          | 03:00          | Zuid-Afrika    | 2 - 21         | Italië           |                |  |
| 27 juli 2021    | 10:00          | 03:00          | Zuid-Afrika    | 3 - 20         | Verenigde Staten |                |  |
| 29 juli 2021    | 10:00          | 03:00          | Hongarije      | 23 - 1         | Zuid-Afrika      |                |  |
| 31 juli 2021    | 19:50          | 14:50          | Zuid-Afrika    | 5 - 28         | Georgië          |                |  |
| 2 augustus 2021 | 18:20          | 11:20          | Japan          | 24 - 9         | Zuid-Afrika      |                |  |
|                 |                |                |                |                |                  |                |  |
| kwartfinale     | niet geplaatst | niet geplaatst | niet geplaatst | niet geplaatst | niet geplaatst   | niet geplaatst |  |
|                 |                |                |                |                |                  |                |  |
| Halve finale    | niet geplaatst | niet geplaatst | niet geplaatst | niet geplaatst | niet geplaatst   | niet geplaatst |  |
|                 |                |                |                |                |                  |                |  |
| Finale          | niet geplaatst | niet geplaatst | niet geplaatst | niet geplaatst | niet geplaatst   | niet geplaatst |  |

Vrouwen
| Atleten | Onderdeel | Resultaat  | Prestatie |
| --- | --------- | ---------- | --------- |
| Meghan Maartens Yanah Gerber Georgie Moir Boati Motau Megan Sileno Amica Hallenndorff Shakira January Ashleigh Vaughn Hannah Muller Jordan Wedderburn Chloe Meecham Nicola Macleod Hannah Calvert | vrouwen   | groepsfase | zie onder |

| Groep |             |             |             |             |            |            |            |            |        |
| #     | Land        | Wedstrijden | Wedstrijden | Wedstrijden | Doelpunten | Doelpunten | Doelpunten | Doelpunten | Punten |
| #     | Land        | G           | W           | G           | V          | V          | T          | Saldo      | Punten |
| 1     | Nederland   | 4           | 3           | 0           | 1          | 75         | 41         | +34        | 6      |
| 2     | Spanje      | 4           | 3           | 0           | 1          | 71         | 37         | +34        | 6      |
| 3     | Australië   | 4           | 3           | 0           | 1          | 46         | 33         | +13        | 6      |
| 4     | Canada      | 4           | 1           | 0           | 3          | 48         | 39         | +9         | 2      |
| 5     | Zuid-Afrika | 4           | 0           | 0           | 4          | 7          | 97         | -90        | 0      |

| Ronde           | Datum          | Lokale tijd    | MEZT           | Land           | Score          | Land           |  |
| --------------- | -------------- | -------------- | -------------- | -------------- | -------------- | -------------- |  |
| groepsfase      |                |                |                |                |                |                |  |
| 24 juli 2021    | 18:20          | 11:20          | Zuid-Afrika    | 4 – 29         | Spanje         |                |  |
| 28 juli 2021    | 15:30          | 18:30          | Canada         | 21 – 1         | Zuid-Afrika    |                |  |
| 30 juli 2021    | 14:00          | 07:00          | Zuid-Afrika    | 1 – 33         | Nederland      |                |  |
| 1 augustus 2021 | 19:50          | 14:50          | Australië      | 14 – 1         | Zuid-Afrika    |                |  |
|                 |                |                |                |                |                |                |  |
| kwartfinale     | niet geplaatst | niet geplaatst | niet geplaatst | niet geplaatst | niet geplaatst | niet geplaatst |  |
|                 |                |                |                |                |                |                |  |
| halve finale    | niet geplaatst | niet geplaatst | niet geplaatst | niet geplaatst | niet geplaatst | niet geplaatst |  |
|                 |                |                |                |                |                |                |  |
| finale          | niet geplaatst | niet geplaatst | niet geplaatst | niet geplaatst | niet geplaatst | niet geplaatst |  |

### Wielersport

#### Baanwielrennen
Mannen
Sprint
| atleet     | onderdeel | kwalificaties | kwalificaties | ronde 1              | herkansing 1         | ronde 2              | herkansing 2         | kwartfinale          | halve finale         | finale               | finale         |
| atleet     | onderdeel | tijd          | rang          | tegenstander uitslag | tegenstander uitslag | tegenstander uitslag | tegenstander uitslag | tegenstander uitslag | tegenstander uitslag | tegenstander uitslag | rang           |
| ---------- | --------- | ------------- | ------------- | -------------------- | -------------------- | -------------------- | -------------------- | -------------------- | -------------------- | -------------------- | -------------- |
| Jean Spies | sprint    | 9,787         | 27            | niet geplaatst       | niet geplaatst       | niet geplaatst       | niet geplaatst       | niet geplaatst       | niet geplaatst       | niet geplaatst       | niet geplaatst |

Keirin
| atleet     | onderdeel | ronde 1 | herkansing | kwartfinale    | halve finale   | finale         |
| atleet     | onderdeel | rang    | rang       | rang           | rang           | rang           |
| ---------- | --------- | ------- | ---------- | -------------- | -------------- | -------------- |
| Jean Spies | keirin    | 5       | 5          | niet geplaatst | niet geplaatst | niet geplaatst |

Omnium
| atleet      | onderdeel | scratchrace | scratchrace | temporace | temporace | afvalrace | afvalrace | puntenrace | puntenrace | totaal punten | rang |
| atleet      | onderdeel | rang        | punten      | rang      | punten    | rang      | punten    | rang       | punten     | totaal punten | rang |
| ----------- | --------- | ----------- | ----------- | --------- | --------- | --------- | --------- | ---------- | ---------- | ------------- | ---- |
| David Maree | omnium    | 20          | 2           | 18        | 6         | 15        | 12        |            | -37        | -17           | 19   |

Vrouwen
Sprint
| atlete            | onderdeel | kwalificaties | kwalificaties | ronde 1              | herkansing 1               | ronde 2              | herkansing 2         | kwartfinale          | halve finale         | finale               | finale         |
| atlete            | onderdeel | tijd          | rang          | tegenstander uitslag | tegenstander uitslag       | tegenstander uitslag | tegenstander uitslag | tegenstander uitslag | tegenstander uitslag | tegenstander uitslag | rang           |
| ----------------- | --------- | ------------- | ------------- | -------------------- | -------------------------- | -------------------- | -------------------- | -------------------- | -------------------- | -------------------- | -------------- |
| Charlene du Preez | sprint    | 10,974        | 22 Q          | Hinze V +0,415       | McCulloch Verdugo V +0,354 | niet geplaatst       | niet geplaatst       | niet geplaatst       | niet geplaatst       | niet geplaatst       | niet geplaatst |

Keirin
| atlete            | onderdeel | ronde 1 | herkansing | kwartfinale    | halve finale   | finale         |
| atlete            | onderdeel | rang    | rang       | rang           | rang           | rang           |
| ----------------- | --------- | ------- | ---------- | -------------- | -------------- | -------------- |
| Charlene du Preez | keirin    | 4       | 5          | niet geplaatst | niet geplaatst | niet geplaatst |

#### BMX
Mannen
Race
| atleet       | onderdeel | kwartfinale | kwartfinale | halve finale   | halve finale   | finale         | finale         |
| atleet       | onderdeel | punten      | rang        | punten         | rang           | uitslag        | rang           |
| ------------ | --------- | ----------- | ----------- | -------------- | -------------- | -------------- | -------------- |
| Alex Limberg | race      | 18          | 6           | niet geplaatst | niet geplaatst | niet geplaatst | niet geplaatst |

#### Mountainbiken
Mannen
| atleet        | onderdeel    | tijd          | rang |
| ------------- | ------------ | ------------- | ---- |
| Alan Hatherly | mountainbike | 1:26:33 +1:19 | 8    |

Vrouwen
| atlete       | onderdeel    | tijd           | rang |
| ------------ | ------------ | -------------- | ---- |
| Candice Lill | mountainbike | 1:26:20 +10:34 | 24   |

#### Wegwielrennen
Mannen
| atleet           | onderdeel    | tijd     | rang |
| ---------------- | ------------ | -------- | ---- |
| Stefan de Bod    | wegwedstrijd | 6:16:53  | 52   |
| Stefan de Bod    | tijdrit      | 57:57,10 | 14   |
| Ryan Gibbons     | wegwedstrijd | DNF      | DNF  |
| Nicholas Dlamini | wegwedstrijd | DNF      | DNF  |

Vrouwen
| atlete                 | onderdeel    | tijd     | rang |
| ---------------------- | ------------ | -------- | ---- |
| Ashleigh Moolman-Pasio | wegwedstrijd | 3.54.31  | 13   |
| Ashleigh Moolman-Pasio | tijdrit      | 32.37,60 | 8    |
| Carla Oberholzer       | wegwedstrijd | DNF      | DNF  |

### Zeilen
Mannen
| atlete                      | onderdeel | race | race | race | race | race | race | race | race | race | race | race   | race   | race           | netto punten | eindnotering |
| atlete                      | onderdeel | 1    | 2    | 3    | 4    | 5    | 6    | 7    | 8    | 9    | 10   | 11     | 12     | M              | netto punten | eindnotering |
| --------------------------- | --------- | ---- | ---- | ---- | ---- | ---- | ---- | ---- | ---- | ---- | ---- | ------ | ------ | -------------- | ------------ | ------------ |
| Leo Davis                   | Finn      | 17   | 19   | 19   | 19   | 18   | 19   | 12   | 18   | 18   | 19   | n.v.t. | n.v.t. | niet geplaatst | 159          | 19           |
| Alex Burger Benjamin Talbot | 49er      | 13   | 15   | 18   | 17   | 17   | 14   | 12   | 13   | 17   | 10   | 19     | 17     | niet geplaatst | 163          | 19           |

### Zwemmen
Mannen
| atleet          | onderdeel         | series  | series | halve finale   | halve finale   | finale         | finale         |
| atleet          | onderdeel         | tijd    | rang   | tijd           | rang           | tijd           | rang           |
| --------------- | ----------------- | ------- | ------ | -------------- | -------------- | -------------- | -------------- |
| Pieter Coetze   | 100 m rugslag     | 54,05   | 21     | niet geplaatst | niet geplaatst | niet geplaatst | niet geplaatst |
| Martin Binedell | 200 m rugslag     | 1.58,47 | 21     | niet geplaatst | niet geplaatst | niet geplaatst | niet geplaatst |
| Michael Houlie  | 100 m schoolslag  | 1.01,22 | 37     | niet geplaatst | niet geplaatst | niet geplaatst | niet geplaatst |
| Matthew Sates   | 200 m wisselslag  | 1.58,08 | 15 Q   | 1.58,75        | 14             | niet geplaatst | niet geplaatst |
| Matthew Sates   | 100 m vlinderslag | 52,34   | 32     | niet geplaatst | niet geplaatst | niet geplaatst | niet geplaatst |
| Chad Le Clos    | 100 m vlinderslag | 51,89   | 18     | niet geplaatst | niet geplaatst | niet geplaatst | niet geplaatst |
| Chad Le Clos    | 200 m vlinderslag | 1.55,96 | 16 Q   | 1.55,06        | 3 Q            | 1.54,93        | 5              |
| Ethan du Preez  | 200 m vlinderslag | 1.58,50 | 30     | niet geplaatst | niet geplaatst | niet geplaatst | niet geplaatst |
| Brad Tandy      | 50 m vrije slag   | 22,22   | 24     | niet geplaatst | niet geplaatst | niet geplaatst | niet geplaatst |
| Michael McGlynn | 10 km open water  | n.v.t.  | n.v.t. | n.v.t.         | n.v.t.         | 1.51.32,7      | 8              |

Vrouwen
| atlete                                                         | onderdeel          | series     | series | halve finale   | halve finale   | finale         | finale         |
| atlete                                                         | onderdeel          | tijd       | rang   | tijd           | rang           | tijd           | rang           |
| -------------------------------------------------------------- | ------------------ | ---------- | ------ | -------------- | -------------- | -------------- | -------------- |
| Tatjana Schoenmaker                                            | 100 m schoolslag   | 1.04,82 OR | 1 Q    | 1.05,07        | 1 Q            | 1.05,22        | Zilver         |
| Tatjana Schoenmaker                                            | 200 m schoolslag   | 2.19,16 OR | 1 Q    | 2.19,33        | 1 Q            | 2.18,95 WR     | Goud           |
| Kaylene Corbett                                                | 200 m schoolslag   | 2.22,48    | 4 Q    | 2.22,08        | 4 Q            | 2.22,06        | 5              |
| Emma Chelius                                                   | 50 m vrije slag    | 24,65      | 11 Q   | 24,64          | 13             | niet geplaatst | niet geplaatst |
| Erin Gallagher                                                 | 100 m vlinderslag  | 59,69      | 26     | niet geplaatst | niet geplaatst | niet geplaatst | niet geplaatst |
| Erin Gallagher                                                 | 100 m vrije slag   | 54,57      | 25     | niet geplaatst | niet geplaatst | niet geplaatst | niet geplaatst |
| Rebecca Meder                                                  | 200 m vlinderslag  | 2.14,79    | 23     | niet geplaatst | niet geplaatst | niet geplaatst | niet geplaatst |
| Michelle Weber                                                 | 10 km open water   | n.v.t.     | n.v.t. | n.v.t.         | n.v.t.         | 2.06,56,5      | 21             |
| Aimee Canny Duné Coetzee Erin Gallagher Rebecca Meder          | 4x200 m vrije slag | 8.01,56    | 11     | n.v.t.         | n.v.t.         | niet geplaatst | niet geplaatst |
| Aimee Canny Erin Gallagher Tatjana Schoenmaker Mariella Venter | 4x100 m wisselslag | 4.03,02    | 14     | n.v.t.         | n.v.t.         | niet geplaatst | niet geplaatst |